# 盛国民
盛国民（1956年1月—），男，汉族，河南襄城人，中华人民共和国政治人物。郑州粮食学院油脂化工专业毕业。

## 生平
1975年5月参加工作，1984年12月加入中国共产党。2009年2月，任中共濮阳市委副书记。2009年6月，任中共濮阳市委副书记，市委党校校长。2011年6月，任中共濮阳市委副书记，市政府副市长、代理市长（7月正式当选）、党组书记。2013年3月，任河南省国土资源厅厅长，濮阳市委副书记、市长，市政府党组书记。2013年4月，任河南省国土资源厅厅长。
2013年，当选第十二届全国人民代表大会河南地区代表。